# فهد عبد الله زغير
مهندس في مصفى النفط في السماوه في العراق وهو عراقي الجنسية وحاصل على درجة الماجستير في الهندسة الميكانيكية لة خبرات كثيره في مختلف المجالات السياسية والعلمية والرياضية والثقافية والدينية والعملية وقد عمل في شركات عديده عربية واجنبية وكذلك عمل في عده منظمات وهو الآن ينتمي إلى تيار الإصلاح التابع للدكتور إبراهيم الجعفري وأيضا شارك بعده دوات التي تخص العمل وأيضا شارك في بطولة كمال الأجسام .